# アセト酢酸エステル合成
アセト酢酸エステル合成（アセトさくさんエステルごうせい、acetoacetic ester synthesis）は、化学反応のひとつで、アセト酢酸エステルの活性メチレン部位から安定なカルバニオンが発生することを利用した、炭素-炭素結合を生成する反応である。本項目では、類似した反応であるマロン酸エステル合成 (malonic ester synthesis) についてもあわせて解説する。

## アセト酢酸エステル合成
アセト酢酸エステル合成は、上図に示す各段階を経て、R'基と新しい炭素との結合をつくる。各段階を順に追う。
1. アセト酢酸エステル 1 に塩基を加え、カルバニオン 2 を発生させる。2 は、隣接する 2個のカルボニル基と共鳴することで、大きく安定化されている。
2. カルバニオン 2 に求電子剤としてハロゲン化アルキル R-X を作用させ、R'上の求核置換反応により 3 を得る。
3. 合成上の必要に応じ、続く後処理を行う。希酸あるいは希アルカリ水溶液で処理すれば、脱炭酸をともないながらα-置換アセトン 4 が、濃アルカリ水溶液で処理すれば、酢酸イオンの脱離によりα-置換酢酸エステル 5 が得られる。

最後に希酸で処理して置換アセトン 4 を得た場合では、アセト酢酸エステルはアセチルメチルアニオン (CH3C(=O)CH2−) の合成等価体としてはたらいたことになる。

## マロン酸エステル合成
アセト酢酸エステル合成とよく似た手法として、マロン酸エステル合成がある。そこでは、マロン酸のエステルから発生させたカルバニオンを利用し、α-置換酢酸エステルを得る。

マロン酸エステル合成は、上図に示す各段階を経る。
1. マロン酸エステル 1 に塩基を加え、カルバニオン 2 を発生させる。2 も、2個のカルボニル基と共鳴することで、大きな安定化効果を受けている。
2. カルバニオン 2 にハロゲン化アルキル R-X を作用させ 3 を得る。
3. 必要に応じて希酸で処理すれば、容易に加水分解と脱炭酸が起こり、α-置換エステル 4 が得られる。

この流れの中で、マロン酸エステルは酢酸エステルのα-アニオン (ROC(=O)CH2−) の合成等価体としてはたらいたことになる。

## 利点
アセトンや酢酸エステルに強塩基を作用させてカルバニオンを安定に発生させられれば、ハロゲン化アルキルとカップリングさせて同様の生成物を得ることができるが、そのような手法ではアルドール縮合やクライゼン縮合などの副反応を併発する可能性がある。上記の合成法は必ずしも強い塩基や酸を必要とせずに C-C 結合を作れる点に、合成上の利点がある。